# Edamer

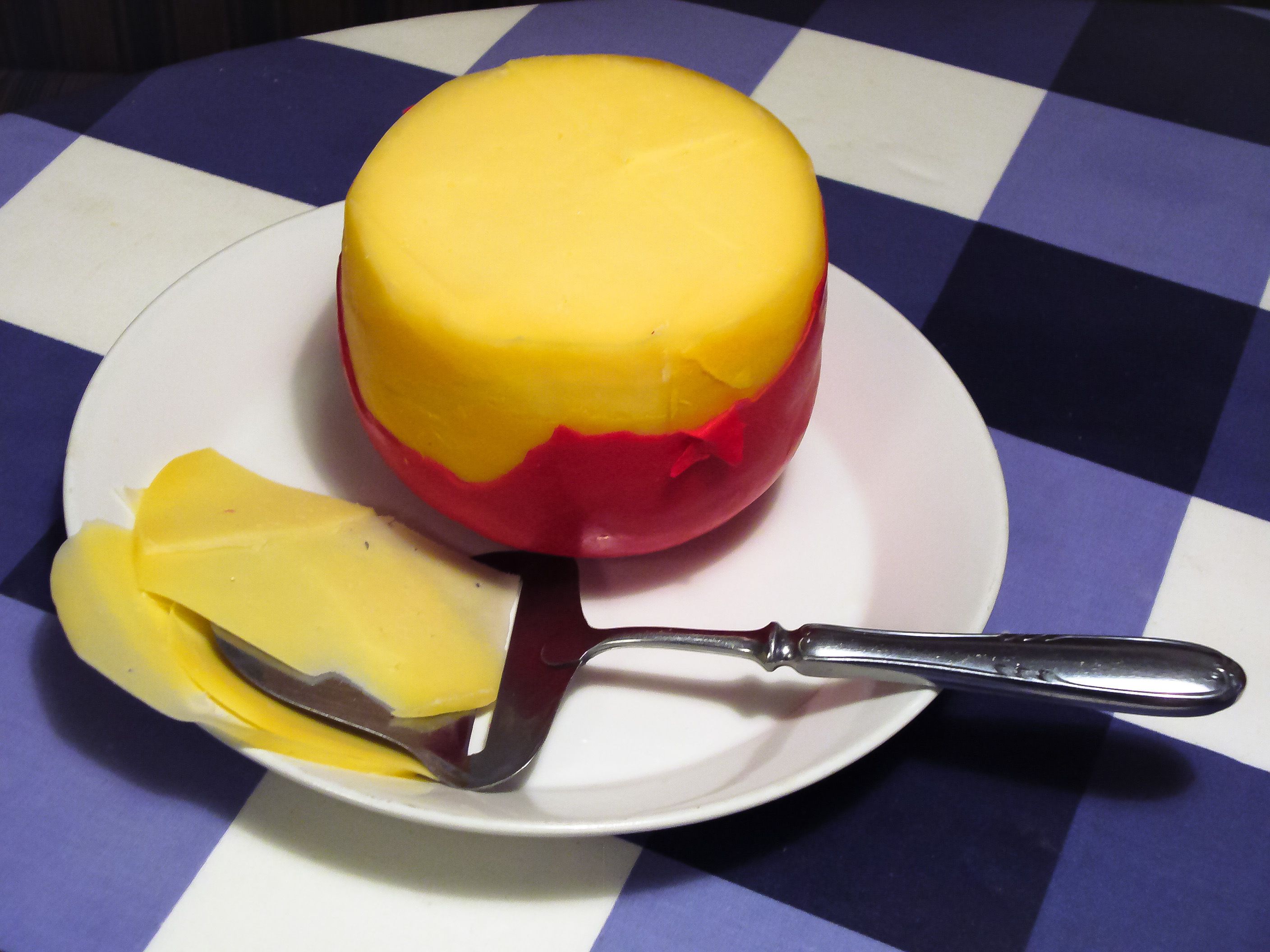
Edamer

Edamer (niederl. Schreibung: Edammer Kaas) ist ein Käse mit dem Ursprungsort Edam. Als Edam Holland ist er seit 2010 ein Produkt mit geschützter geografischer Angabe.

## Geschichte
Viele Jahrhunderte lang wurde der Edamer aus Rohmilch hergestellt und war schon damals eine geschätzte Exportware. Mit seiner typischen Schärfe diente er im Frankreich des 17. Jahrhunderts als Vorbild für den Mimolette. Heute ist der Rohmilchkäse weitgehend vom Markt verschwunden, weitaus häufiger trifft man nun Fabrik-Edamer aus pasteurisierter Milch an. Heute ist Edamer eine Standardkäsesorte, die in vielen Ländern produziert wird.

## Herstellung
Der Käse reift sechs bis acht Wochen. In Holland wird der kugelförmige Käse überwiegend mit Naturrinde verkauft, für den Export bestimmter Edamer wird dagegen meist mit einer roten oder gelben Paraffinschicht umhüllt.

## Eigenschaften
Junger Edamer hat einen elastischen, goldgelben Teig, der sich in der Konsistenz von jungem Gouda unterscheidet. Edamer hat ein leicht würziges Aroma und einen reinen, milden, leicht säuerlichen Geschmack mit einer dezent salzigen Note im Abgang. Rohmilch-Edamer schmecken würziger und schärfer.

## Verwendung
In den Niederlanden wird der Edamer meist in dünnen Scheiben gereicht und gilt als traditioneller Frühstückskäse. Der Käse wird gerne pur, als Zwischenmahlzeit oder in Salaten gegessen. Als Begleitgetränk empfiehlt sich ein körperreicher Wein wie der Syrah (Shiraz).

## Sonstiges
Abgewandelte Versionen, die ihren Ursprung im Edamer haben, sind u. a. Geheimratskäse, Butterkäse und der französische Babybel, der ebenfalls mit einer roten oder gelben Paraffinrinde vertrieben wird.